# Stand and Deliver (singolo)
Stand and Deliver è un singolo del gruppo musicale britannico Adam and the Ants, pubblicato nel 1981 ed estratto dall'album Prince Charming.

## Tracce
- 7"

1. Stand and Deliver
2. Beat My Guest

## Cover
Nel 2009 il gruppo musicale statunitense No Doubt ha inciso e pubblicato il brano; inserendolo in seguito nell'edizione "deluxe" del loro album Push and Shove (2012).